# Orlando Mendes
Orlando Marques de Almeida Mendes, kurz Orlando Mendes (* 4. August 1916 auf Ilha de Moçambique, Portugiesisch-Ostafrika; † 11. Januar 1990 in Maputo, Mosambik) war ein mosambikanischer Schriftsteller.

## Biographie
Orlando Mendes Eltern waren um die Jahrhundertwende aus Portugal nach Mosambik gekommen. Nach seinem Schulabschluss arbeitete Orlando Mendes als Finanzbeamter für die Regierung, strebte aber nach einem Hochschulstudium, was in der damaligen Zeit zwangsläufig mit einer Reise nach Portugal verbunden war. 
1944 übersiedelte er mit seiner Frau und seiner vierjährigen Tochter nach Coimbra, wo er Biologie studierte. Nach seinem Studienabschluss kehrte er 1951 nach Mosambik zurück. Er arbeitete als Biologe in Lourenço Marques und gleichzeitig als Redakteur für die Zeitschriften Tempo, Itinerário, Vértice und África. 
Obwohl er portugiesischer Abstammung war, beklagte er die schlechte Behandlung der Schwarzen durch die Kolonialmacht Portugal. Darüber hinaus kritisierte er das autoritär-repressive Salazar-Regime. Während des mosambikanischen Unabhängigkeitskriegs gegen Portugal ergriff er für die FRELIMO Partei und veröffentlichte nationalistische Gedichte. 
Insgesamt publizierte Orlando Mendes elf Gedichtbände, einen Roman, ein Theaterstück und mehrere Kurzgeschichten. Seine Lyrik ist stark vom portugiesischen neorrealismo beeinflusst.

## Werke
- Trajectórias (1940)
- Clima (1951)
- Carta do capataz da estrada 95 (1960)
- Depois do sétimo dia (1963)
- Portanto, eu vos escrevo (1964)
- Portagem (Roman 1966)
- Véspera confiada (1968)
- Um minuto de silêncio (Theaterstück 1970)
- Adeus de Gutucumbui (1971)
- A fome das larvas (1975)
- País emerso (1975–76)
- Produção com que aprendo (1978)
- Lume florindo na forja (1981)
- Papá operário mais seis histórias (Kinderbuch 1983)
- Sobre Literatura Moçambicana (Essais 1982)

## Auszeichnungen
Er erhielt 1946 den Prémio Fialho de Almeida der Jogos Florais da Universidade de Coimbra sowie den ersten Prémio de Poesia beim Literaturwettbewerb der Stadt Lourenço Marques.